# Naranjito (Santa Bárbara)
Naranjito est une municipalité du Honduras, située dans le département de Santa Bárbara. La municipalité comprend 13 villages et 63 hameaux. Elle est fondée en 1820.

## Source de la traduction
- (en) Cet article est partiellement ou en totalité issu de l’article de Wikipédia en anglais intitulé « Naranjito, Santa Bárbara » (voir la liste des auteurs).